# Kurtus indicus
Kurtus indicus – gatunek ryby okoniokształtnej z rodziny Kurtidae. 

## Występowanie
Występuje w przybrzeżnych wodach południowo-wschodnich Indii po Indonezję i Borneo. Przebywa głównie w wodzie słonej, ale zagląda również do estuariów, a nawet w głąb rzek.  

## Charakterystyka
Ciało wysokie w przedniej części, z wydłużonym trzonem ogonowym, pokryte drobnymi łuskami cykloidalnymi. Duży otwór gębowy skierowany skośnie ku górze. Pojedyncza płetwa grzbietowa zawiera obniżone promienie twarde w przedniej części, druga część jest rozpostarta na promieniach miękkich. Długa płetwa odbytowa rozpoczyna się dwoma kolcami, za którymi znajdują się 31 lub 32 promienie miękkie. Płetwa ogonowa jest głęboko wcięta. 
Dorasta do 12 cm długości.